# Alfred Baudrillart

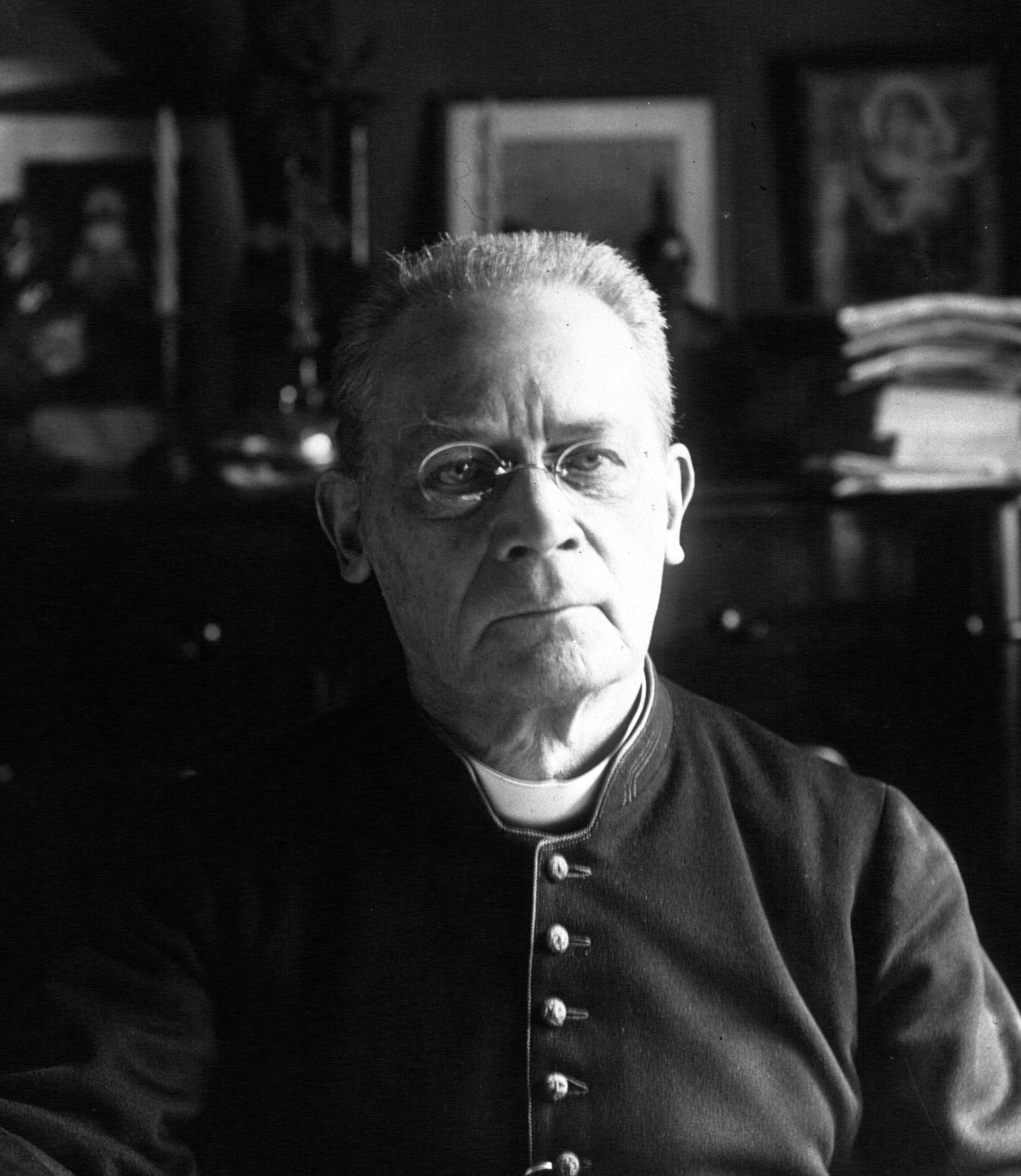
Alfred Baudrillart (1918)

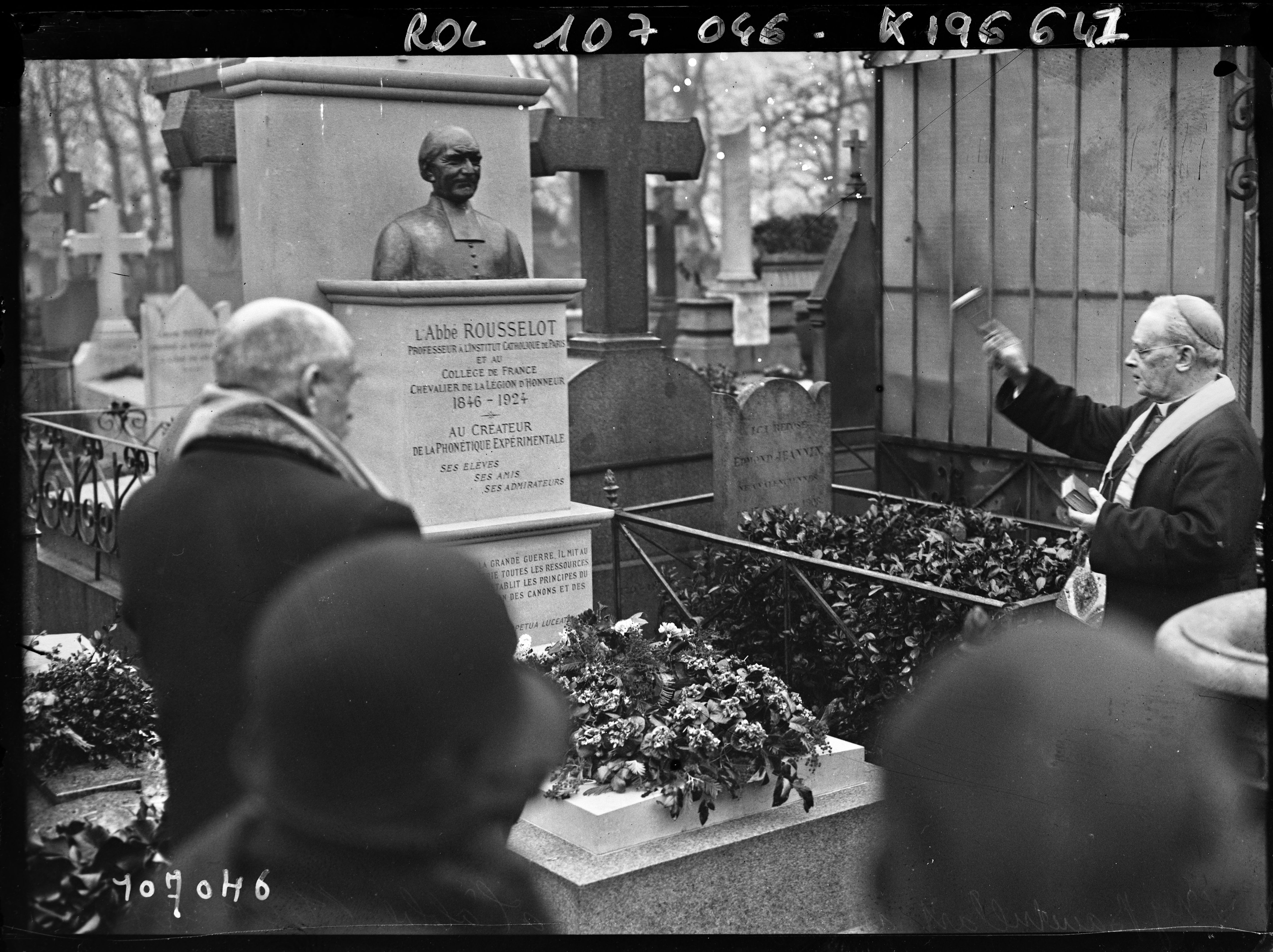
Bischof Baudrillart (re.) bei der Segnung des Grabmales von Abbé Jean-Pierre Rousselot, 1926

Alfred Henri Marie Kardinal Baudrillart CO (* 6. Januar 1859 in Paris, Frankreich; † 19. Mai 1942 ebenda) war Weihbischof im Erzbistum Paris.

## Leben
Baudrillart war der Sohn von Henri Baudrillart und dessen Ehefrau Marie Sacy; sein Großvater war Samuel Ustazade Silvestre de Sacy. Ab 1868 besuchte er die École Bossuet und wechselte später auf das Lycée Louis-le-Grand. Ab 1876 gab es für ihn die Option einer klerikalen Laufbahn, aber erst 1890 trat er in das Oratorium des heiligen Philipp Neri ein und studierte in Paris Philosophie und Katholische Theologie.
Er empfing am 9. Juli 1893 das Sakrament der Priesterweihe und gehörte anschließend zum Lehrkörper des Institut catholique de Paris, das er von 1907 bis 1942 als Rektor leitete. 1905 gründete er die Zeitschrift Revue practique d’apologetique. 1906 wurde er Ehrenkanonikus des Pariser Domkapitels, 1907 Päpstlicher Hausprälat, 1908 Generalvikar von Paris. 1918 wurde er zum Mitglied der Académie française gewählt.
1921 ernannte ihn Papst Benedikt XV. zum Titularbischof von Hemeria. Die Bischofsweihe spendete ihm der Erzbischof von Paris, Louis-Ernest Kardinal Dubois am 28. Oktober 1921; Mitkonsekratoren waren der Bischof von Orléans, Stanislas Touchet, und der Bischof von Châlons, Joseph-Marie Tissier.
1925 erhob ihn Papst Pius XI. zum Päpstlichen Thronassistenten, 1928 zum Titularerzbischof von Melitene. 1935 nahm ihn Papst Pius XI. als Kardinalpriester mit der Titelkirche San Bernardo alle Terme in das Kardinalskollegium auf. Er nahm am Konklave von 1939 teil. Alfred Baudrillart starb am 19. Mai 1942 in Paris und wurde in der Kapelle Des Carmes beigesetzt.